# Municipio de Xilitla
El municipio de Xilitla es uno de los 59 municipios del estado mexicano de San Luis Potosí. Su cabecera es la localidad de Xilitla.

## Geografía
El municipio de Xilitla colinda al norte con los municipios de Aquismón y de Huehuetlán, al este con el municipio de Axtla de Terrazas, al sur con el municipio de Matlapa y el Estado de Hidalgo, y al oeste con el Estado de Querétaro.